# Gibberelline

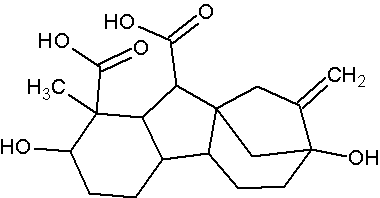
GA452D is waarschijnlijk de meest voorkomende gibberelline

Gibberellines zijn een groep van plantenhormonen. De naam gibberelline is afgeleid van de schimmelnaam Gibberella fujikuroi. Deze schimmel werd in 1926 door de Japanner Eiichi Kurosawa ontdekt als de veroorzaker van de bakanae-ziekte (dommezaailingziekte) in rijst. De door de schimmel gevormde gibberelline (GA3) veroorzaakte een sterke plantengroei waardoor slappe planten met lange internodiën (leden) ontstonden. Enkele jaren later werd door Japanse onderzoekers uit de zieke planten twee kristallijne, biologisch werkzame stoffen geïsoleerd. Deze werden gibberelline A en gibberelline B genoemd. Pas vele jaren later is de werking van gibberelline pas goed begrepen door het toentertijd gestarte onderzoek van het United States Department of Agriculture (USDA) en door de Imperial Chemical Industries (ICI) in de Verenigde Staten. Tijdens dit onderzoek werden de nieuwe gibberelline X en gibberellinezuur geïsoleerd. Later bleek gibberelline X een mengsel te zijn van gibberelline A en gibberellinezuur.
Bij verdergaand onderzoek in Japan bleek gibberelline A te bestaan uit de drie verwante stoffen gibberelline A1, gibberelline A2 en gibberelline A3. Gibberellinezuur bleek gelijk te zijn aan GA3.
Er zijn tot nu toe 136 verschillende gibberellines (GA1 ... GA136), waarvan er slechts enkele in planten als biologisch actief beschouwd worden (zoals GA1, GA3, GA4 en GA7).  Niet alle gibberellines zijn aanwezig in elke plantensoort en veel hiervan zijn tussen- of afbraakproducten.

## Werking
Zeer lage concentraties hebben al een groot effect, maar te hoge concentraties werken juist remmend.
Gibberellines zijn betrokken bij de stengelstrekking, beschikbaar maken van voedselreserves in zaden en andere biologische processen.  Bij afwezigheid van gibberellines treedt bij sommige plantensoorten dwerggroei op. De voorlopers van de gibberellines, de diterpenen, worden aangemaakt in plastiden, die vervolgens in het endoplasmatisch reticulum en cytosol worden omgezet in de biologisch actieve vorm.
Veel van de kennis over de biosynthese en moleculaire mechanismen van gibberellinen is verkregen uit onderzoek naar hun rol bij het stimuleren van de aleuronlaag tot de vorming van α-amylase in kiemend zaad.